# 古兹·汗
古拉姆·「古兹」·汗（英語：Ghulam "Guz" Khan，1986年1月24日—）是一名英國男演員、喜劇演員、編劇、導演和製片人，知名於2017年起主演的電視喜劇《爺們兒是穆斯林》，以及2021年搶劫片《神偷大軍》。

## 早期生活
古兹·汗出生於英格蘭伯明翰小希思，在家中三個孩子中排行老三，有兩個姐姐，分別比他大10歲和11歲。父親在汗3歲時去世。他是巴基斯坦旁遮普穆斯林的後裔。生長在考文垂希爾菲爾茲家中的他就讀斯托克公園學校；後畢業於考文垂大学，並繼續在格雷斯學院教書（人文学科）。於辛度·薇倪的2020年BBC喜劇播客《我母親從未告訴過我的事（……鎖起來的事）》（Things My Mother Never Told Me (... About Lockdown)）中，汗談到在南亞社區長大以及與母親的關係。

## 個人生活
汗是巴基斯坦穆斯林。與妻子及四個孩子住在西米德兰，就在他母親的隔壁。汗是曼徹斯特聯足球俱樂部的支持者。

## 作品列表

### 電影
| 年份 | 標題                 | 角色        | 附註 |
| ---- | -------------------- | ----------- | ---- |
| 2017 | 《尋找法蒂瑪》       | 洛基（Rocky）    |      |
| 2018 | 《像豹一样行走》（Walk Like a Panther） | 泰瑞·汗（Terry Khan） |      |
| 2021 | 《神偷大軍》         | 洛夫（Rolph）    |      |

### 電視
| 年份      | 標題               | 角色          | 附註     |
| --------- | ------------------ | ------------- | -------- |
| 2016      | 《醫者心》         | 古茲·貝爾（Guzzy Bear） | 1集      |
| 2016      | 《滴管》（Dropperz）       | 大吉布（Big Gib）    | 1集      |
| 2017      | 《壕滑人生》       | 技術負責人    | 1集      |
| 2016–2017 | 《邊緣》           | 莫·汗（Mo Khan）     | 10集     |
| 2016–2017 | 《觸電》           | 史蓋拉克（Skylark）  | 7集      |
| 2017–     | 《爺們兒是穆斯林》 | 摩本（Mobeen）      | 兼創作者 |
| 2018      | 《賞金》（Bounty）       | 瓦西姆（Waseem）    | 電視電影 |
| 2019      | 《DJ奶爸》         | 德爾（Dell）      | 6集      |

## 外部連結
- 古兹·汗的Facebook專頁
- 古兹·汗在互联网电影资料库（IMDb）上的資料（英文）